# Tachina kolomietzi
Tachina kolomietzi là một loài ruồi trong họ Tachinidae.